# Особняк Румянцева
Особня́к Румя́нцева в Санкт-Петербурге расположен по адресу Английская набережная, дом 44. Ныне отдел (филиал) Государственного музея истории Санкт-Петербурга.

## История
Появление первого каменного строения на этом участке, в отрезке набережной между Крюковым и Ново-Адмиралтейским каналами, относится к 40-м годам XVIII века. В этот период участком владели князья Голицыны — представители одного из самых знатных и самых разветвлённых российских княжеских родов. Михаил Михайлович Младший (1685—1764) — генерал-адмирал Российского флота.
Следующим владельцем особняка стал его сын Александр Михайлович Голицын (1723—1807), сенатор, вице-канцлер и обер-камергер царского двора. В 1770-х годах особняк был перестроен по проекту архитектора Ж.-Б. Вален Деламота. В период этой перестройки дом со стороны Английской набережной получил внешние архитектурные пропорции, которые сохранил до сегодняшнего дня: трёхэтажный особняк на одиннадцать осей. Вскоре после перестройки А. М. Голицын дом продал, поскольку окончательно перебрался в Москву.
С 80-х годов XVIII века владельцами дома были английские купцы: Фаркварсан, затем Фома Варра.
В 1802 году дом на Английской набережной приобретает граф Николай Петрович Румянцев (1754—1826).
Н. П. Румянцев принадлежал к древнему российскому дворянскому роду. Его дед, Александр Иванович Румянцев (1680—1749), принимал активное участие в политической жизни России первых десятилетий XVIII века. Затем фамилия Румянцевых была прославлена победами полководца Петра Александровича Румянцева-Задунайского (1725—1796)
Традиции подвигов во славу родного Отечества продолжили сыновья великого полководца екатерининских времён Николай и Сергей Румянцевы.
Будущий государственный деятель, дипломат и покровитель наук, Н. П. Румянцев родился в Москве в 1754 году. Получив вместе с младшим братом Сергеем домашнее образование, он продолжил его за границей, в Лейденском университете. По возвращении в Россию молодой граф становится камергером, а затем получает назначение на дипломатическую службу. В течение 15 лет он выполнял различные дипломатические поручения в Европе, являясь чрезвычайным полномочным послом во Франкфурте-на-Майне. Его называли «глаза и уши Екатерины II».
В 1795 году, окончив дипломатическую карьеру, Николай Петрович Румянцев возвращается в Россию, где получает почётное звание сенатора и становится членом нескольких правительственных комиссий по экономическим вопросам.
При дворе Павла I Н. П. Румянцев имеет должность гофмейстера и является одним из директоров Вспомогательного дворянского банка.
При императоре Александре I Н. П. Румянцев имеет должности директора водяных коммуникаций и экспедиций об устройстве в России дорог, министра коммерции, а также министра иностранных дел.
В 1809 году при участии Н. П. Румянцева был заключён Фридрихсгамский мирный договор со Швецией, за что ему был присвоен чин государственного канцлера — первого должностного лица в гражданской иерархии Российской империи. Находясь на дипломатической и государственной службе, Николай Петрович Румянцев занимался собиранием памятников русской истории. Долгие годы, проведённые в Германии, приучили его к аккуратности и систематизации. Это позволило ему не только собрать огромную коллекцию, но и сделать её уникальной по качеству и подбору.
Николай Петрович Румянцев «превратил здание на Английской набережной из скромного дома частного человека и купца в парадный, во вкусе Наполеоновского времени, дом важного государственного человека, богача и аристократа, у которого бывал сам император».
Первоначальные перестройки были осуществлены после 1802 года только внутри здания. Жилые покои графа располагались в трёх комнатах с окнами на Неву, а во всех остальных помещениях особняка находились его бесценные сокровища.
Довольно скромный фасад, мало чем отличавшийся от находившихся рядом домов, не отвечал внутреннему содержанию дома. В 1824 году Н. П. Румянцев приглашает для работы над проектом перестройки особняка молодого, только что вернувшегося из пенсионерской поездки по Западной Европе архитектора Василия Алексеевича Глинку. «Проект этот был по тогдашним понятиям настолько хорош и даровит, что Академия художеств дала за него Глинке звание академика…».
Перед архитектором стояла довольно сложная задача — практически без изменений пропорций архитектурного объёма создать новый фасад, который бы сразу привлекал внимание. В. А. Глинка прекрасно справился с задачей, закрыв здание мощным, сильно выдвинутым двенадцатиколонным портиком, установленным на высокий цоколь. Колонны портика с капителями коринфского ордера подчёркивали его монументальность. В тимпане фронтона портика был помещён горельеф, созданный скульптором И. П. Мартосом — «Аполлон-Мусагет на Парнасе в окружении девяти муз и матери их Мнемозины» по сторонам композиции — атрибуты наук и искусств.
В 1826 году Н. П. Румянцев скончался, оставив устное поручение младшему брату, Сергею Петровичу, предоставить дом на Английской набережной со всеми находящимися в нём коллекциями под музей, «на благое просвещение».
Сергей Петрович Румянцев (1755—1838), граф, русский государственный деятель, дипломат, член Коллегии иностранных дел, министр Уделов, член Петербургской академии наук. В учебники по российской истории С. П. Румянцев вошёл как автор Указа о вольных хлебопашцах и попечитель Румянцевского музея.
Исполняя волю покойного брата, Сергей Петрович осуществляет внутренние переделки в доме, с целью преобразования его в музей; специально изготавливается новая мебель. Для особо ценного помещения — Большого зала, где должна была располагаться минералогическая коллекция, выполняются фигурные шкафы, столики, стулья из карельской берёзы и т. д.
Император повелел назвать музей Румянцевским, отдав должное не только уникальным собраниям Николая Петровича, но и хлопотам, денежным вложениям и пополнением коллекций произведениями искусства его брата.
28 мая 1831 года музей был открыт, о чём возвестили газеты. Бесспорно, это стало важнейшим событием в научной и культурной жизни Петербурга. Румянцевский музей состоял в ведении Министерства народного просвещения. Государственный совет учредил его штат, были определены режим работы музея и правила его посещения.
Во втором и частично третьем этажах дома располагалась библиотека, составленная из собраний русских и славянских рукописей, русских книг церковной и гражданской печати, иностранных изданий и ланд-карт. Весь Большой (Белый) зал занимал знаменитый минералогический кабинет. Кроме того, в музее были представлены коллекции монет и медалей, собрание одежд и вещей островитян, привезённых из кругосветного путешествия капитаном Отто Евстафьичем Коцебу. Старшим библиотекарем был назначен Александр Христофорович Востоков. В музее работали учёные-историки, лингвисты, археографы. Кроме научных изысканий здесь проводились публичные лекции, чтения, концерты.
После смерти С. П. Румянцева в 1838 году на содержание музея не хватало средств, что пагубно сказалось на состоянии здания и содержании коллекций. С 1845 года управление Румянцевским музеем было передано Императорской публичной библиотеке. Однако состояние музейных помещений не улучшилось за отсутствием необходимого финансирования. Здание приходило во всё больший упадок. В 1861 году, после заключения комиссии специалистов и архитекторов о крайне неудовлетворительном состоянии «домов Музеума», Румянцевский музей был переведён в Москву, в Пашков дом.
В 1863 году дом на Английской набережной приобретает А. В. Старчевский, талантливый журналист, писатель, переводчик, сотрудник ежемесячного журнала «Библиотека для чтения» — одного из первых массовых русских изданий. Энциклопедически образованный, владеющий многими европейскими и восточными языками, он был автором ряда учебников и словарей.
При Старчевском было произведено одно из капитальных изменений корпусов и частичная перестройка внутренних помещений. Цель перестроек — вновь изменить функцию здания, перестроить его из общественного в жилое. Для этой работы был приглашён архитектор Антон Иоганнович Цим.
А. И. Цим превращает дом в доходный и надстраивает третий этаж. Сохранив порядок разбивки окон, архитектор полностью меняет лепной декор, выделяя окна парадного второго этажа более сложными наличниками. В главном корпусе Цим увеличивает высоту третьего этажа, над входом сооружает тройной металлический навес в виде зонтика на трёх чугунных колонках, который должен был послужить контрфорсом для отклоняющегося портика главного фасада. Внутри здания производится капитальный ремонт, устраивается трёхмаршевая центральная лестница, прямоугольная в плане, идущая на высоту всех трёх этажей.
А. В. Старчевский владел домом до 1868 года.
В 1868 году дом, принадлежащий А. В. Старчевскому, был выставлен на торги. Из архивных документов известно, что самую большую сумму — 250000 рублей — за него дал купец Иоганн Фридрих Шумахер.
В 1870 году Шумахер продаёт дом почётному потомственному гражданину Егору Никитичу Дрябину. В 1875 году хозяйкой дома становится вдова Дрябина — Клавдия Фёдоровна Дрябина. После смерти К. Ф. Дрябиной дом, вместе со всем имуществом переходит по духовному завещанию сыну — Ивану Егоровичу Дрябину.
В 1882 году хозяйкой дома на Английской набережной становится супруга Его императорского высочества Евгения Максимилиановича Романовского, 5-го герцога Лейхтенбергского Зинаида Дмитриевна Богарне. По заказу новой хозяйки в доме начались работы по перестройке интерьеров под руководством архитектора А. А. Степанова.
Первая работа, которую архитектор проводит в доме — попытка укрепить фасад главного здания, выходящий на Английскую набережную. Его аварийное состояние усугублялось с каждым годом. Портик и стена дома всё больше отклонялись от вертикали. Архитектор предпринимает очередную попытку «подпереть» фасадную стену. Он разбирает существующий металлический козырёк с балконом и пристраивает на его место массивный кирпичный сводчатый тамбур — подъезд, крыша которого одновременно служила открытым балконом второго этажа. Кроме того, была осуществлена перестройка внутреннего поперечного корпуса дома, разделявшего первый и второй дворы.
Существенные изменения претерпели внутренние помещения главного дома. Трёхмаршевая металлическая лестница, устроенная Цимом, была заменена на распашную мраморную, сохранившуюся до сих пор. Боковая, ранее металлическая лестница, была заменена дубовой. Также была выполнена отделка дубом, примыкающих к ней помещений, на первом и втором этажах (Дубовый зал, гостиная, зал второго этажа). Большая зала (танцевальный зал) получила новое оформление в духе модного в то время историзма, Малая зала (Румянцевский зал), вероятно, сохранила свою отделку. Большой белый зал на втором этаже (внутренний поперечный корпус) был оформлен как парадное помещение. Потолок был украшен крупными кессонами с лепными розетками. Ионические колонны и пилястры обрамляли зал по всему периметру. Лепные панно украшали стены. Работы по реконструкции дома проводились более двух лет и закончились в 1884 году.
В 1884 году, после продаж Мариинского дворца, петербургской резиденцией Евгения Максимилиановича Лейхтенбергского и Зинаиды Дмитриевны Богарне становится дом на Английской набережной. После окончания обучения в Сорбонне сюда приезжает дочь Евгения Максимилиановича от первого брака Дарья (Долли).
Дарью Евгеньевну с полным правом можно считать представителем династии Романовых. Её бабушка — Великая княгиня Мария Николаевна, её дед — герцог Максимилиан Лейхтенбергский, сын Евгения Богарне, внук Жозефины, супруги Наполеона Бонапарта, императрицы Франции. Её отец — представитель семьи герцогов Лейхтенбергских, получивших титул князей (княжон) Романовских и права членов императорской фамилии. В России они почитались высочайшими особами.
В 1893 году Дарья Евгеньевна вышла замуж за князя Льва Михайловича Кочубея (1862—1927). Венчание состоялось в Баден-Бадене. В доме на Английской набережной прошло детство их детей Евгения и Натальи.
В 1911 году брак супругов был расторгнут. В особняке остался Лев Михайлович с детьми. Кочубеи владели домом до 1916 года.
В 1916 году здание приобретает «Общество товарных складов, страхования и транспортирования товаров». Городской управой был утверждён проект капитальной перестройки всех зданий, находящихся на участке, но работы не были осуществлены по причине социально-политических перемен в стране.
В 1918—1921 годах парадные залы со стороны набережной Красного флота (так стала называться Английская набережная с 1918 года) пустовали. В помещениях с улицы Галерной располагались жилые квартиры.
С 1938 года в здании размещается музей истории и развития Ленинграда. Учреждения, располагавшиеся здесь ранее, освобождали помещения в течение нескольких лет. Полностью помещения были освобождены для музея к концу 1946 года. Жильцы квартир были расселены лишь в начале 1990-х годов.
С момента обретения здания особняка на набережной Красного флота, музей приступил к чрезвычайно сложным задачам по переезду, устройству помещений и возобновлению музейной работы. Его фонды и имущество насчитывали более 100 тысяч единиц хранения. Научные сотрудники приступили к изучению особняка, будущего экспозиционного пространства и экскурсионного маршрута. Здание требовало капитального ремонта, сложных реставрационных работ, а недостаточное финансирование затягивало открытие музея для посетителей. 27 марта 1941 года исполком Ленсовета выделил дополнительные средства, обязав коллектив музея завершить работу к 25-й годовщине Октябрьской революции. Однако, начавшиеся Великая Отечественная война и блокада Ленинграда прервали эти планы.
В июле-августе 1941 года в особняке разместился стационар для музейных работников. Весь период блокады здание охранялось специальными службами во главе с начальником объекта. Были приняты меры по укреплению и защите дверных и оконных проёмов, закрыт доступ в здание со стороны набережной и дворовых флигелей. Каждый работник имел инструкцию на случай воздушной тревоги и обстрелов. Вскрытие ящиков с оставшимися музейными предметами в залах особняка и систематический контроль за их состоянием предотвратили утрату и порчу коллекций музея.
В сентябре 1945 года фонды, имущество и персонал вернулись из эвакуации. Сотрудники приступили к разбору и изучению коллекций, систематизированию материалов и инвентаризации. Одновременно возобновилась разработка будущей экспозиции по истории города. Однако, сфабрикованное Ленинградское дело вновь приостановило музеефикацию особняка. В целях дискредитации Ленинграда и нивелировки его истории музей получил название «Музей архитектуры Ленинграда». Первая послевоенная экспозиция, открытая в 1946 году, называлась «Строительство и городское хозяйство Петрограда-Ленинграда».
5 апреля 1953 года, через месяц после смерти Иосифа Виссарионовича Сталина, музею возвратили историко-краеведческий профиль. Он стал именоваться Государственным музеем истории Ленинграда (ГМИЛ). Директором была назначена Л. Н. Белова.
В 1955 году, в 18-ти залах особняка, открылась выставка «История Петербурга-Петрограда—Ленинграда 1703—1954 годов».
В 1957 году в расширенном и обновлённом виде, она размещалась уже в 23-х залах.
В 1964 году отдел истории города и дирекция были переведены в Петропавловскую крепость. К 20-летию полного разгрома немецко-фашистских войск под Ленинградом в особняке открылась экспозиция «Ленинград в годы Великой Отечественной войны», основанная на подлинных документах и материалах.
За весь период своего существования в особняке музей проводит чёткую, последовательную линию, направленную на возвращение зданию его исторического облика. Так, ещё в первые послевоенные годы был отреставрирован фасад в варианте максимально приближенном к авторскому замыслу. При проектировании экспозиции было предусмотрено сохранение архитектурно-художественного убранства и объёмов части залов особняка.
Позже, в начале 1980-х годов, музеем были отреставрированы помещения первого этажа: Дубовый зал, интерьеры Дубовой лестницы, плафон Мавританской гостиной, т. н. «Чёрный кабинет», вестибюль и парадная лестница (автором всех интерьеров является А. А. Степанов).
В 1998 году были начаты работы по ремонту залов третьего этажа лицевого корпуса с приспособлением их под экспозицию «НЭП. Образ города и человека» и экспозицию, посвящённую истории города в 1930-е годы: «От будней к праздникам. Городские этюды из 1930-х»
В 1999 году начались работы по реставрации парадных помещений второго этажа на период 1880-х годов (архитектор А. А. Степанов). На торцевой стене зала сохранилось зеркало площадью 18 квадратных метров, выполненное единым стеклом, и закреплённое в стене без подрамника дубовой рамой и багетом с гипсовой вызолоченной прорезкой.
К 300-летию Санкт-Петербурга после реставрации были открыты парадные помещения лицевого корпуса особняка со стороны Английской набережной. Также был восстановлен и отреставрирован вестибюль со стороны улицы Галерной. В настоящее время «Особняк Румянцева» — отдел (филиал) Государственного музея истории Санкт-Петербурга.
В 2024 году в особняке был открыт памятный знак к 100-летию со дня рождения Л. Н. Беловой, которая 33 года руководила музеем.